# Jonas Rapp
Jonas Rapp (Rockenhausen, 16 juli 1994) is een Duits wielrenner die sinds 2025 rijdt bij de Chinese wielerploeg FNIX-SCOM-Hengxiang Cycling Team.

## Carrière
Rapp rijdt sinds het begin van zijn carrière voor continentale wielerploegen. In 2018 verruilde hij de Duitse ploeg Team Heizomat voor Hrinkow Advarics, destijds nog Team Hrinkow Advarics Cycleang geheten. Één seizoen later won hij zijn eerste eindklassement. Hij schreef de Ronde van Szeklerland op zijn nam en had hier 48 seconden tijdsverschil met de Italiaan Paolo Totò. Twee jaar later was hij succesvol op Italiaanse bodem. Rapp won de tweede etappe in de Giro della Regione Friuli Venezia Giulia, hij liet José Félix Parra achter zich. Ook het eindklassement won Rapp, wederom werd Parra tweede. In de Poolse wielerwedstrijd de Ronde van Małopolska won hij in 2022 de derde etappe voor ploeggenoot Rainer Kepplinger.
In 2023 droeg hij een etappe de bergtrui in de Ronde van Oostenrijk. Aan het eind van de ronde werd hij tweede in datzelfde klassement. Later dat jaar won hij het bergklassement in de CRO Race, voor Michal Schuran. In 2024 werd hij derde in het eindklassement van de Ronde van Małopolska en tweede in het bergklassement van de Ronde van Oostenrijk. Per 2025 maakte hij de overstap naar het Chinese FNIX-SCOM-Hengxiang Cycling Team.

## Overwinningen
2019
Eindklassement Ronde van Szeklerland
2021
2e etappe Giro della Regione Friuli Venezia Giulia
Eindklassement Giro della Regione Friuli Venezia Giulia
2022
3e etappe Ronde van Małopolska
Eind- en bergklassement Ronde van Małopolska
2023
Bergklassement CRO Race

## Ploegen
- 2014 –  Team Kuota
- 2016 –  Team Heizomat
- 2017 –  Team Heizomat
- 2018 –  Team Hrinkow Advarics Cycleang
- 2019 –  Team Hrinkow Advarics Cycleang
- 2020 –  Team Hrinkow Advarics Cycleang
- 2021 –  Team Hrinkow Advarics Cycleang
- 2022 –  Hrinkow Advarics Cycleang
- 2023 –  Team Hrinkow Advarics
- 2024 –  Hrinkow Advarics
- 2025 –  FNIX-SCOM-Hengxiang Cycling Team